# Aldaia (kommunhuvudort)
Aldaia är en kommunhuvudort i Spanien.   Den ligger i provinsen Província de València och regionen Valencia, i den östra delen av landet, 300 km öster om huvudstaden Madrid. Aldaia ligger 49 meter över havet och antalet invånare är 29 914.
Terrängen runt Aldaia är platt, och sluttar österut.Runt Aldaia är det mycket tätbefolkat, med 2 521 invånare per kvadratkilometer. Närmaste större samhälle är Valencia, 7,1 km öster om Aldaia. Trakten runt Aldaia består till största delen av jordbruksmark.